# 안드레이 미흐네비치
안드레이 아나톨레비치 미흐네비치(벨라루스어: Андрэй Анатолевіч Міхневіч, 러시아어: Андре́й Анато́льевич Михне́вич 안드레이 아나톨리예비치 미흐네비치[*], 1976년 7월 12일 ~ )는 벨라루스의 육상 선수이다. 그는 2013년에 2번째 도핑 양성 반응 때문에 선수 자격 영구 박탈 징계를 받았다.

## 경력
그는 1999년 세계 육상 선수권 대회에서 국제 무대에 데뷔했다. 2000년 하계 올림픽에 출전하여 9위에 올랐으며, 2001년에 도핑 위반으로 선수 자격 정지 징계를 받았다. 그는 2001년 세계 육상 선수권 대회에서 인간 융모성 생식선 자극호르몬 양성 반응을 보였고으며, 대회 기록을 말소 처분을 받았다. 2년 후 징계가 풀린후 복귀했고 이어서 2003년 세계 육상 선수권 대회 포환던지기에서 21.69m를 기록하며 우승했다. 같은 해에 열린 유니버시아드에서도 우승을 차지했다. 그는 2004년 하계 올림픽과 2005년 세계 선수권 대회에 출전했지만 이 기간에 메달을 따지 못했다.
그는 2007년 세계 육상 선수권 대회에서 동메달을 획득했고, 2008년 하계 올림픽에서도 동메달을 획득했다. 이후 2009년 세계 육상 선수권 대회에서는 7위에 머물렀다.  2010년 유럽 육상 선수권 대회에서 금메달을 획득했다.
2012년에 국제 육상 경기 연맹(IAAF)은 2005년 세계 육상 선수권 대회에서 도핑 샘플을 재검사했고 미흐네비치가 단백동화 스테로이드 3가지 양성 반응을 보인 것으로 밝혀졌다. 그는 이어서 선수 자격 영구 박탈 징계를 받았고, 2007년과 2011년 세계 육상 선수권 대회 동메달을 박탈당했다. 2014년 8월에 국제 올림픽 위원회(IOC)는 2008년 하계 올림픽 기록을 말소했고, 동메달을 박탈했다. 이 메달은 캐나다의 딜런 암스트롱에게 수여되었다.
그의 아내는 올림픽에 벨라루스 국가대표로 3번 참가한 포환던지기 선수 나탈리야 미흐네비치이다.